# EN130114
EN130114 est un ancien petit corps du système solaire, plus précisément un petit météoroïde qui est entré dans l'atmosphère terrestre le 13 janvier 2014 à 3 h 1 min 38 s UT. Cet objet, d'une masse initiale de 5 kg, est entré dans l'atmosphère avec un angle d'environ 33 degrés et a parcouru 77 kilomètres vers le sud au-dessus des zones frontalières de Tchéquie, d'Allemagne et d'Autriche. EN130114 a été détecté par les caméras de la portion tchèque du European Fireball Network (EN) et avait la plus faible vitesse initiale de tous les objets détectés par ce réseau. Les données montrent que ce météoroïde était très probablement un objet temporairement capturé ("mini-lune") avant l'impact, ce qui fait de l'événement du 13 janvier 2014 le premier météore connu à être dû à un tel objet et du météoroïde le second objet temporairement capturé connu de la Terre après 2006 RH120. Les spectres obtenus ont permis de s'assurer qu'il s'agissait d'un objet naturel et non d'une construction humaine.